# Kuglasta bjelančevina
Kuglaste bjelančevine (globularni proteini) su jedna od triju vrsta bjelančevina, uz vlaknaste i membranske bjelančevine.
Složene su građe, topljive su u vodi i osjetljive na temperaturne promjene.
U njih ubrajamo enzime, antitijela, bjelanjak jajeta, hemoglobin, albumin (bjelančevine krvne plazme).
Globularne bjelančevine su kuglaste ("kao globus"), ponešto se tope u vodi s kojom stvaraju koloide, za razliku od vlaknastih ili membranskih bjelančevina.
Izraz globin može se koristiti za preciznije označavanje bjelančevina koje sadrže globinsku strukturu.
Globularne bjelančevine denaturiraju znatno lakše nego vlaknaste bjelančevine.

## Vanjske poveznice
- Globins